# Vrba, Lukovica
Vrba je naselje v Občini Lukovica.